# Vorobjovy gory
Vorobjovy gory (rus. Воробьёвы го́ры, hrv. Vrapčeve gore; do 12. svibnja 1999. Lenjinskije gory [rus. Ле́нинские го́ры]) - postaja linije Sokoljničeskaja moskovskog metroa. Nalazi se između postaja Sportivnaja i Universitet. Sjeverni izlaz se nalazi u rajonu Hamovniki Centralnog administrativnog okruga Moskve, a južni u rajonu Municipalnog okruga Ramenki Zapadnog administrativnog okruga i Gagarinovog rajona Jugo-zapadnog administrativnog okruga Moskve.
Dobila je naziv prema istoimenom povijesnom rajonu. Prva je postaja metroa na svijetu koja se nalazi na mostu nad rijekom.

## Povijest

### Početni projekt
Postaja je bila otvorena 12. siječnja 1959. u sastavu rajona linije Sokoljničeskaja Sportivnaja - Univerzitet. Radi ekonomičnosti izgradnje koristio se univerzalni projekt probijanja linije metroa po mostu umjesto ranije predloženog plana izgradnje tunela pod rijekom Moskvom. Postaja je bila smještena na nižem dijelu Lužnjeckog mosta (izgrađenog 1958.), dok se istovremeno na gornjem dijelu odvijao automobilski promet. Tijekom projektiranja i gradnje mosta došlo je do niza konstrukcijskih i tehnoloških pogrešaka. Sve konstrukcije nižeg dijela, platforme i mostovi predstavljale su jedinstvenu cjelinu, zbog čega su trpjeli dinamično opterećenje zbog redovitih ubrzavanja i zaustavljanja vlakova. Težnja da se minimiziraju gubici postala je uzrokom zamjene metalnih potpornja za one od armiranog betona, što je dovelo do niza pogrešaka pri polaganju armature u kostur objekta, a također je primoralo graditelje da upotrijebe sol s ciljem da ubrzaju betoniranje. Sol je snižavala temperaturu kristalizacije vode, što je bilo važno jer su se radovi odvijali zimi. Međutim, to je pridonijelo intenzivnoj koroziji elemenata armature, što je zajedno s dinamičnim opterećenjem snažno utjecalo na cjelovitost konstrukcija postaje. U proljeće je, pak, zbog otapanja snijega, zbog loše hidroizolacije postaju stalno plavilo. 8. srpnja 1959. u Moskvi je došlo do snažnog pljuska koji je skoro paralizirao cijelu liniju: voda, pomiješana sa zemljom, prodirala je ravno u vlakove. Zatim se počeo rušiti strop, a na kraju su u lipnju 1960. s visine od 4 metra pali listovi karniza od duraluminija. Ljudskih žrtava nije bilo. Kasnije su se počele pojavljivati pukotine u betonskim krovnim potpornjima, što je konačno dovelo do zatvaranja mosta zbog rekonstrukcije.

### Rekonstrukcija
Za putnike je postaja zatvorena 20. listopada 1983., od 1986. željeznički promet se odvijao zaobilaznim mostovima, izgrađenim na samostalnim potpornjima na obje strane osnovnog, međutim, gornji dio mosta je bio zatvoren znatno kasnije zbog nedostatka ekvivalentne magistrale. Odvijanje radova je bilo ozbiljno otežano zbog započete perestrojke i, kao posljedica, potpunog nedostatka novca što se protegnulo i na 1990-e. Službeno je rekonstrukcija trajala 19 godina, međutim, najaktivnija faza radova se odvijala između 1999. i 2002., u razdoblju izgradnje Trećeg prometnog prstena (bio je izgrađen Berežkovski most), te se na taj način pojavila mogućnost zaobilaska. 12. svibnja 1999., za vrijeme trajanja radova, postaja je dobila suvremeni naziv.
U ljeto 2002. bilo je bitno ograničeno kretanje vlakova po mostu. Od 6. srpnja do 5. kolovoza 2002. dio od postaje Sportivnaja do postaje Jugo-Zapadnaja bio je potpuno zatvoren. Graditelji su za to vrijeme doveli konstrukcije zaobilaznih mostova do osnovne platforme postaje, premjestili tračnice i probili 360 metara tunela, postavili izolacijsko staklo.
Postaja je ponovo bila otvorena 14. prosinca 2002. Širina postaje je bila uvećana za tri metra; pritom je bilo odlučeno da se platforma ostavi na starim potpornjima, a vlakovi kreću na posebnim nosačima, čime dinamično opterećenje zbog kretanja vlakova ne može utjecati na ostale konstrukcije postaje i mosta.

## Predvorja i presjedanja
Postaja ima dva predvorja. Iz sjevernog predvorja (opremljenog liftom) se može izaći na Lužnjecku obalnu ulicu i olimpijski sportski kompleks Lužnjiki. Iz južnog predvorja može se izaći na Vorobjovsku obalnu ulicu (kroz nižu dvoranu) i zabran "Vorobjovy gory" (kroz gornju dvoranu).

## Galerija s pomičnim stubama na zabranu "Vorobjovy gory"
Nedaleko od postaje u zabranu se nalazi galerija s pomičnim stubama koja je radila od 1959. do 1983., te imala funkciju prijevoza putnika iz metroa i parka na ulicu Kosygina i nazad. Galerija je bila izgrađena prema tipskom projektu istovremeno s postajom. Bila je opremljena trima trakama i imala dva predvorja - gornji (na ulicu Kosygina) i donji (u park). Do postaje su putnici morali hodati stazama u parku.
Nakon rekonstrukcije postaje, zbog problema s proračunom i financiranjem, galerija nije bila obnovljena. Danas se na postaju i na ulicu Kosygina može doći samo pješice kroz park po zaobilaznim stazama ili žičarom koja se nalazi daleko od postaje.

## Tehnički opis
Pruga i platforma nalaze se na donjem dijelu mosta. Na gornjem dijelu odvija se automobilski promet.

## Izgled postaje
Potpornji mosta koji prolaze kroz dvoranu i zidovi podzemnih hodnika obloženi su bijelim i zelenim mramorom. Stakla su postavljena u aluminijski okvir. S njih se otvara pogled na rijeku Moskvu, istoimeno brdo "Vorobjovy gory", kompleks Lužnjiki i novu zgradu Ruske akademije znanosti. Pod je popločen sivim granitom.
Prostorija dežurnog izgleda netradicionalno, poput "kapetanskog mosta" koji se uzdiže nad platformom.

## Postaja u brojkama
- Dužina dvorane zajedno s hodnicima iznosi 284 metra (najduži otvoreni dio u moskovskom metrou).
- Dužina mosta s estakadama iznosi 1179 metara, a puna dužina - 2030 metara.
- Kod postaje - 016.
- Južno predvorje se otvara za ulazak putnika u 7 sati, sjeverno - 5 sati i 35 minuta; južno predvorje se zatvara u 22 sata, a sjeverno u 1 sat iza ponoći.[4]

## Zanimljive činjenice
- Na pojedinim shemama linije Sokoljničeskaja, a također na službenoj shemi Moskovskog metropolitena, postaja se označavala kao aktivna 15 godina - od dana zatvaranja do 1998., kada su sheme napokon obnovljene.
- Vorobjovy gory se ponekad nazivaju "sidrom Moskovskog metropolitena" jer se postaja redovito zatvara u dane važnijih događaja, kad je protok putnika veći.[5]
- Zajedno s postajama Studenčeskaja, Sportivnaja, Mjakinino i Kuznjecki most je jedna od pet postaja Moskovskog Metropolitena kojom ne prolazi niti jedna od linija gradskog nadzemnog prijevoza - neposredno po mostu metroa prolazi trolejbus № 28, međutim, najbliže se stanice nalaze tek na udaljenosti od petsto metara od svakog predvorja, te se odnose na druge linije autobusa i trolejbusa. Osim toga, jedina je postaja u Moskvi čije južno predvorje izlazi ravno na pristanište "Vorobjovy gory", otvoreno ljetom.
- Između tračnica nema žlijeba pa se smatra jednom od opasnijih postaja.
- Postaja Vorobjovy gory je jedna iz dvije moskovske postaje koja ima izložbeni prostor (uz galeriju Metro na postaji Vystavočnaja).

## Galerija
- Vorobjovy gory, 2007.
- Metromost, 2015.
- Centralna dvorana, 2007.
- Izložba "Povijest ruskog posuđa", prosinac 2010.
- Napuštene pomične stube, 2010.

## Vanjske poveznice
- Moskovski metropoliten: Shema postaje  Arhivirana inačica izvorne stranice od 8. svibnja 2013. (Wayback Machine)
- Moskovski metro: Postaja Vorobjovy gory  Arhivirana inačica izvorne stranice od 17. ožujka 2013. (Wayback Machine)
- Postaja Vorobjovy gory na projektu Artemija Lebedeva Moskovski metro
- Novosti moskovskog Metrostroja i Metropolitena:Fotoalbum postaje
- Google Maps: Pogled na Lužnjecki most
- Postaja Vorobjovy gory na Kartama Yandex